# Olios nigristernis
Olios nigristernis là một loài nhện trong họ Sparassidae.
Loài này thuộc chi Olios. Olios nigristernis được Eugène Simon miêu tả năm 1880.